# Катумбела (футбольний клуб)
Спорт Клубе да Катумбела або просто Катумбела (порт. Sport Clube da Catumbela) — професіональний ангольський футбольний клуб з міста Катумбела, в провінції Бенгела, в західній Анголі.

## Історія клубу
Клуб було засновано в 1931 році в однойменному місті на заході Анголи. В 1945 році команда виступала в Гіраболі та перемогла в чемпіонаті, наступного разу клуб здобув чемпіонство в 1958 році.
Після здобуття Анголою незалежності від Португалії інтерес мешканців провінції Бенгела до клубу починає різко зменшуватися. Поступово команда опустилася до рівня провінційних змагань, і навіть на цьому рівні не входить до числа найсильніших клубів.

## Досягнення
- Чемпіонат провінції Ангола
  -  Чемпіон (2): 1945, 1958

## Відомі гравці
- Жоакім Сантана Сілва Гімараєш